# إيزاو يونيدا
إيزاو يونيدا (باليابانية: 米田功؛ بالكانا: よねだ いさお) هو لاعب جمباز فني ياباني، ولد في 20 أغسطس 1977 في هامبورغ في ألمانيا.

## وصلات خارجية
- إيزاو يونيدا على موقع الاتحاد الدولي للجمباز (licence) (الإنجليزية)
- إيزاو يونيدا على موقع الاتحاد الدولي للجمباز (biography) (الإنجليزية)
- إيزاو يونيدا على موقع أوليمبيديا (الإنجليزية)